# Herbert Silberer
Herbert Silberer (Viena, Imperio austrohúngaro, 28 de febrero de 1882-Viena, Primera República de Austria, 12 de enero de 1923) fue un psicoanalista vienés involucrado en el círculo profesional de Sigmund Freud que incluía otros pioneros del estudio de la psicología como Carl Gustav Jung, Alfred Adler y otros. Tuvo una trayectoria en atletismo y periodismo deportivo.

## Biografía
Estaba muy interesado en los sueños, y en 1909 publicó un documento que detallaba su investigación sobre el estado hipnagógico (el estado mental en el que el individuo se encuentra entre la vigilia y el sueño). La argumentación de Silberer era que el estado hipnagógico es autosimbólico, lo que significa que las imágenes y los símbolos percibidos en el estado hipnagógico son representativos del estado físico o mental del perceptor. Llegó a la conclusión de que dos "elementos antagónicos" eran necesarios para que se manifestara el fenómeno autosimbólico: somnolencia y un esfuerzo por pensar.
En 1914, Silberer escribió un libro sobre la relación entre la psicología moderna, el misticismo y las tradiciones esotéricas (sobre todo occidentales, cristianas como el hermetismo, la alquimia, la rosacruz y la francmasonería): Probleme der Mystik und ihrer Symbolik (Problemas de la mística y su simbolismo). Muchas de las ideas que Silberer expone, especialmente respecto de la relación existente entre las imágenes alquímicas y la psicología moderna, eran similares a aquellas desarrolladas más ampliamente por Carl Gustav Jung, un hecho reconocido por este en su trabajo seminal sobre el tema, Psicología y alquimia. El libro de Silberer fue fríamente rechazado por Freud. Silberer llegaría a desanimarse, ahorcándose posteriormente tras ser excomulgado del círculo de asociados de Freud.

## Obra

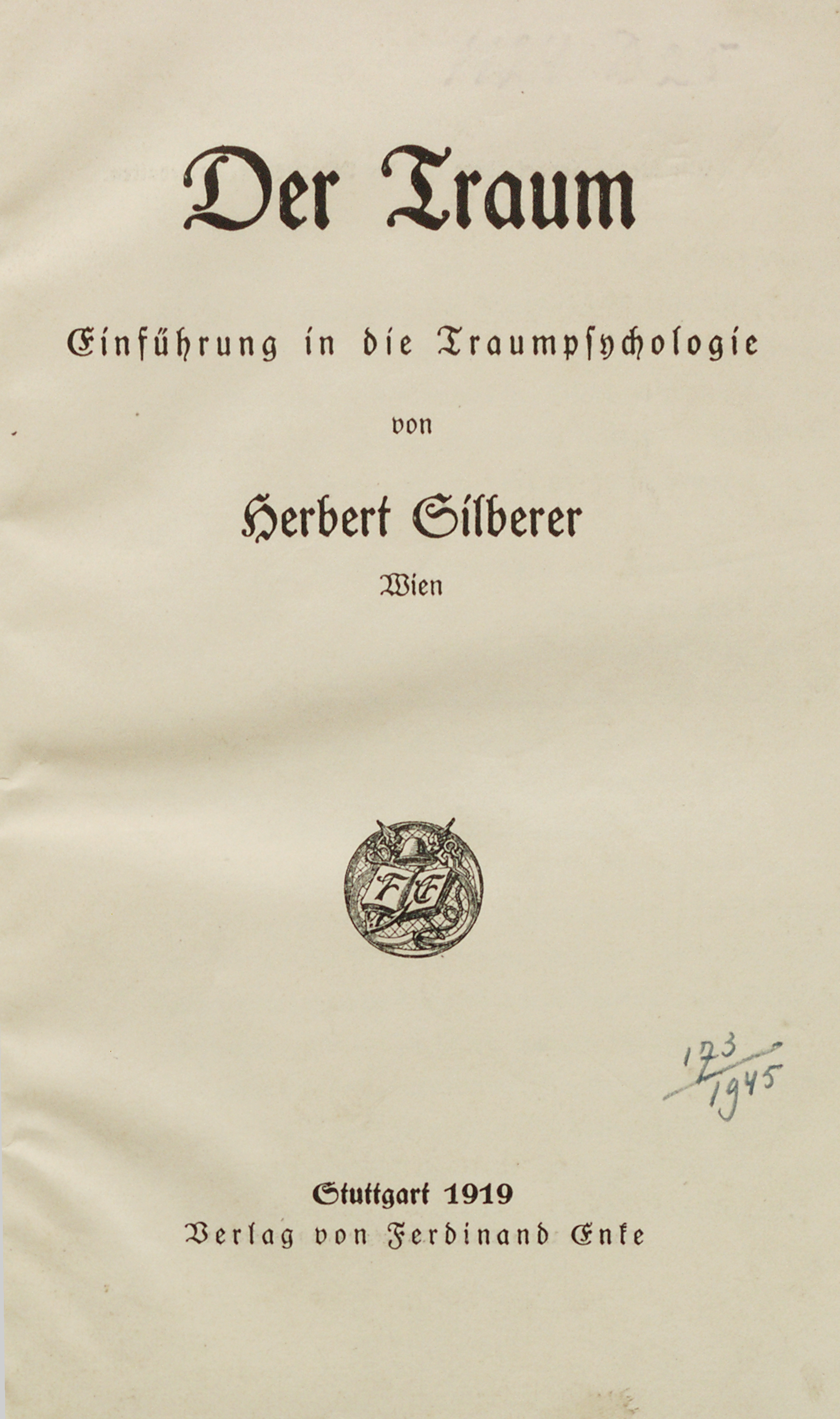
Der Traum.

- 1903 Viertausend Kilometer im Ballon. Con 28 fotografías tomadas desde un globo. Leipzig 1903
- 1909 Bericht über eine Methode, gewisse symbolische Halluzinations-Erscheinungen hervorzurufen und zu beobachten. Jb. 1, p. 513–525
- 1910 Phantasie und Mythos. (Vornehmlich vom Gesichtspunkte der „funktionalen Kategorie“ aus betrachtet.) Jb. 2, p. 541–622
- 1911 a) Symbolik d. Erwachens u. Schwellensymbolik überhaupt. Jb. 3, p. 621–660
- 1911 b) Über die Symbolbildung. Jb. 3, p. 661–723
- 1911 c) Über die Behandlung einer Psychose bei Justinus Kerner. Jb. 3, 724-729
- 1911 d) Vorläufer Freud'scher Gedanken. Zentralblatt für Psychoanalyse und Psychotherapie 1, p. 441–449
- 1912 a) Spermatozoenträume. Jb. 4, p. 141–161
- 1912 b) Zur Symbolbildung. Jb. 4, p. 607–683
- 1912 c) Zur Frage der Spermatozoenträume. Jb. 4, p. 708–740
- 1912 e) Mantik und Psychoanalyse. Zentralblatt für Psychoanalyse und Psychotherapie 2, p. 78–83
- 1912 f) Von den Kategorien der Symbolik. Zentralblatt für Psychoanalyse und Psychotherapie 2, p. 177–189
- 1912 g) Lekanomantische Versuche. Zentralblatt für Psychoanalyse und Psychotherapie 2, p. 383–401, p. 438-540, p. 518-530, 566-587
- 1912 h) Märchensymbolik. Imago 1, p. 176–187
- 1914 a) Probleme der Mystik und ihrer Symbolik. Wien (Heller). 2ª ed. Darmstadt (Wiss. Buchges.) 1961. (Neuauflage: AAGW, Sinzheim 1997, ISBN 3-937592-07-5)
- 1914 b) Mystik und Okkultismus. Jb. 6, p. 413–424
- 1914 c) Der Homunculus. Im. 3, p. 37–79
- 1914 d) Das Zerstückelungsmotiv im Mythos. Imago 3, p. 502–523
- 1915 a) Durch Tod zum Leben. Eine kurze Untersuchung über die entwicklungsgeschichtliche Bedeutung des Symbols der Wiedergeburt in seinen Urformen, mit bes. Berücksichtigung der modernen Theosophie. Heims, Leipzig. (Neuauflage: AAGW, Sinzheim 1997, ISBN 3-937592-07-5)
- 1919 Der Traum. Einführung in die Traumpsychologie. Stuttgart (Enke)
- 1919 Zur Entstehung der Symbole. Vortrag, 20. Nov. 1919 in der Großloge Wien
- 1920 a) The origin and the meaning of the symbols of freemansonry. Psyche & Eros, p. 17–24, p. 84-97
- 1920 b) The Steinach in mythologie. Psyche & Eros, p. 137-139
- 1921 a) Der Seelenspiegel. Das enoptrische Moment im Okkultismus. Pfullingen (Baum). (Neuauflage: AAGW, Sinzheim 1997, ISBN 3-937592-07-5)
- 1921 b) Der Zufall und die Koboldstreiche des Unbewußten. Bern, Leipz. (Bircher)
- 1921 d) Beyond psychoanalysis. (Reflection on Sigmund Freud's Jenseits des Lustprinzips. 1920.) Psyche & Eros, p. 142–151
- 1923 a) Der Aberglaube. Bern (Bircher).[1][2][3]

## Edición en castellano
- El simbolismo oculto de la alquimia. Independently published. 2023. ISBN 9798853281776.
- El azar y los duendes traviesos de lo inconsciente. Editorial Lazos. 2015. ISBN 978-987-45815-0-1.